# Ollie
Олі (англ. Ollie) — скейт-трюк, в якому скейтбордист і скейтборд піднімаються в повітря без використання рук. Зокрема, важко інтуїтивно зрозуміти, як на рівній поверхні здійснюється зліт, і від цього трюк здається вражаючим. Оллі є основоположним трюком в вуличному скейтбордингу і використовується для перестрибування і встрибування на перешкоди, перестрибування прогалин, а також для подолання недружніх поверхонь, таких як трава або сходи. Так як багато трюків ґрунтуються на ньому — наприклад kickflip або heelflip — оллі зазвичай є першим трюком, необхідним до вивчення початківцям скейтбордистів. Оллі, як правило, вимагає значної практики для вивчення.

## Походження
У 1976 Алан Гельфанд, який має прізвисько «Оллі», під час скейтбордингу в басейнах і «чашах» навчився виконувати підйом в повітря без рук, використовуючи акуратний підйом носа і контролюючи рух, щоб утримувати дошку з ногою.
У 1982, під час змагання Rusty Harris в Уїттері, Каліфорнія, Родні Маллен представив оллі на плоскій землі, який був адаптований з вертикальної версії Гельфанда (Gelfand) комбінуванням руху з його існуючих трюків. Примітно, що Маллен використовував гойдалкових рух, б'ючи хвіст дошки в землю, щоб підняти ніс, і використовував передню ногу, щоб вирівняти дошку в повітрі. У той час як Маллен не був спочатку вражений цим оллі з плоскої поверхні і не назвав його офіційно, він зрозумів, що відкрив новий, поліпшений спосіб для виконання трюків.
Оллі з плоскої поверхні, винахід Маллена, в даний момент змінив практику скейтбордингу. Родні, який пройшов тест на шахрайство з двигуном, внаслідок просили показати трюк багато скейтбордистів, і, пізніше в тому ж році він з'явився під іменем «Оллі-поп» як «допомога з трюком» («trick-tip») в скейтбордистському журналі Thrasher.
Техніка оллі для плоскої поверхні асоціюється з вуличним скейтбордингом; скейтери, що катаються на міні рампі і віддають перевагу вертикальній їзді, також можуть використовувати цю техніку, щоб піднятися в повітря і набрати дистанцію від копінга, але скейтбордисти, які віддають перевагу хафпайп, зазвичай покладаються на висхідний момент скейтборду, щоб зберігати її разом зі скейтбордистом, більш схожий на оригінальну техніку Гельфанда.

## Виконання техніки оллі
Скейтбордист починає оллі, присідаючи і стрибаючи прямо вперед. Як тільки скейтбордист починає стрибок, він, замість того щоб піднімати ногу, починає «клацання» хвостом (тейлом), б'ючи його об землю, що змушує підніматися ніс дошки першим. Зберігаючи контакт з дошкою, скейтбордист піднімає передню ногу і згинає переднє коліно, так що верхня частина черевика ковзає по напрямку до носа дошки. Тертя між взуттям і шкіркою допомагає направляти і виштовхувати дошку вперед, в той час як задня нога тільки підтримує невеликий контакт з дошкою, щоб допомогти направляти її. При наближенні до піка стрибка, скейтбордист піднімає задню ногу і штовхає передню ногу вперед, що зрівнює дошку і тримає її в контакті з задньою ногою.